# Vladan Batić
Vladan Batić  (27 de julho de 1949 - 29 de dezembro de 2010) foi um político sérvio.